# Musikverlag Josef Aibl
Der Musikverlag Josef Aibl wurde vom namengebenden Inhaber (1802–1834) 1824 in München gegründet. Josef Aibl verlegte unter anderem Frühwerke von Richard Strauss und Max Reger.

## Firmengeschichte
Nach seinem Tod 1834 führte Aibls Frau Jenny Aibl (geb. Lamon) zunächst den Musikverlag weiter. Sie verkaufte ihn 1837 unter Beibehaltung des Firmennamens an den Musikverleger Eduard Spitzweg (1811–1884), einen Freund von Hans von Bülow. Spitzweg, beziehungsweise seine Söhne Eugen (1840–1914) und Otto (1843–1923) hielten das Unternehmen bis 1914. 1888 erwarb Eugen Spitzweg auch den kleinen Münchner Musikverlag Falter & Sohn wie auch 1892 die Verlagsrechte der Firma Alfred Läuterer hinzu. 1904 ging dann das gesamte Münchner Musikverlagsunternehmen an die Universal Edition in Wien über.
Der Josef Aibl Musikverlag gab unter anderem Werke von Theobald Boehm, Hans von Bülow, Peter Cornelius, Josef Gabriel Rheinberger, Alexander Ritter, Max Reger und Richard Strauss heraus.